# Dødheimsgard
Dødheimsgard (также известна под названием DHG) — музыкальная группа из Норвегии, образованная в 1994 году. Изначально группа играла блэк-метал, но в 1999 году с выпуском альбома 666 International стала играть авангардный и индастриал-метал. В 2000 году название было сокращено до DHG.
Название «Dødheimsgard» составлено из трёх слов: «død» (в переводе с норв. — «смерть»), «heim» (дом) и «gard» (в данном случае — поместье). Исходя из этого, название группы можно перевести как «Поместье Смерти» либо «Королевство Мёртвых/смерти»
4 января 2008 года было объявлено, что вокалист Kvohst покинул группу.
14 июня 2016 года группу покинул вокалист Aldrahn.

## Состав
- Vicotnik (Viper, Mr. Fixit, наст. имя Юсаф Парвес) — ударные (1994—1996), гитара (1997-), вокал (1996—1998, 2011-)
- Thunberg — гитара (2015-)
- L.E. Måløy — бас-гитара (2015-)
- Øyvind Myrvoll — ударные

### Бывшие участники
- Aldrahn (Бьёрн Денкер Гьерде) — вокал, гитара (1994—2003)
- Alver (Йонас Альвер) — бас-гитара (1996)
- Apollyon (Оле Йюрген Мое) — бас-гитара, ударные, гитара, вокал (1995—1999) (Aura Noir, Cadaver, Immortal)
- Cerberus — бас-гитара (1998)
- Czral (Карл-Михаэль Эйде) — ударные (1999—2003, альбом Supervillain Outcast) (Aura Noir, Virus, Cadaver, Ved Buens Ende, Satyricon, Ulver)
- Fenriz (Гюльве Нагелл) — вокал, бас-гитара (1994—1995) (Darkthrone)
- Inflabitan — гитара, бас-гитара (в турне 1999 года)
- Galder (Томас Руне Андерсен) — гитара (1998) (Old Man’s Child, Dimmu Borgir)
- Kvohst — вокал (Code)
- Mort — эффекты (альбом Supervillain Outcast)
- Zweizz (Свейн Эгил Хатлевик) — клавишные (1997—2003) (Fleurety)

## Дискография
Студийные альбомы
- Kronet Til Konge (1995)
- Monumental Possession (1996)[3][4][5]
- 666 International (1999)[6][7][8][9]
- Supervillain Outcast (2007)[10][11][12][13][14][15][16]
- A Umbra Omega (2015)[17][18][19][20][21][22]
- Black Medium Current (2023)[23][24][25][26][27][28]

Мини-альбомы
- Satanic Art (1998)